# Murex africanus
Murex africanus (Afrikansk Murex) är en snäckart inom släktet Murex som blev vetenskapligt beskriven av Ponder & Vokes 1988.

## Utseende
Snäckskalen blir omkring 6 till 10,5 cm lång och arten finns i Moçambique, Madagaskar och Zanzibar.